# Walter Lechner Jr.
Walter Lechner Jr. (ur. 23 czerwca 1981 w Salzburgu) – austriacki kierowca wyścigowy.

## Życiorys
Lechner Jr. rozpoczął karierę w wyścigach samochodowych w 1997 roku od startów gościnnych w Niemieckiej Formule Ford 1800, gdzie trzykrotnie stawał na podium. Rok później był już mistrzem tej serii. W późniejszych latach pojawiał się także w stawce Festiwalu Formuły Ford, Europejskiej Formuły Ford, Europejskiego Pucharu Formuły Renault, Francuskiej Formuły Renault, Niemieckiej Formuły Volkswagen, 24h Le Mans, FIA GT Championship, World Series by Nissan, Formuły Ford 2000 Zetec, American Le Mans Series, Porsche Supercup, 24H Series Toyo Tires, ADAC GT Masters.
W World Series by Nissan Austriak wystartował w dwóch wyścigach sezonu 2002 z ekipą Zele Motorsport. Uzbierane trzy punkty dały mu 23 miejsce w końcowej klasyfikacji kierowców.